# Noy Alooshe

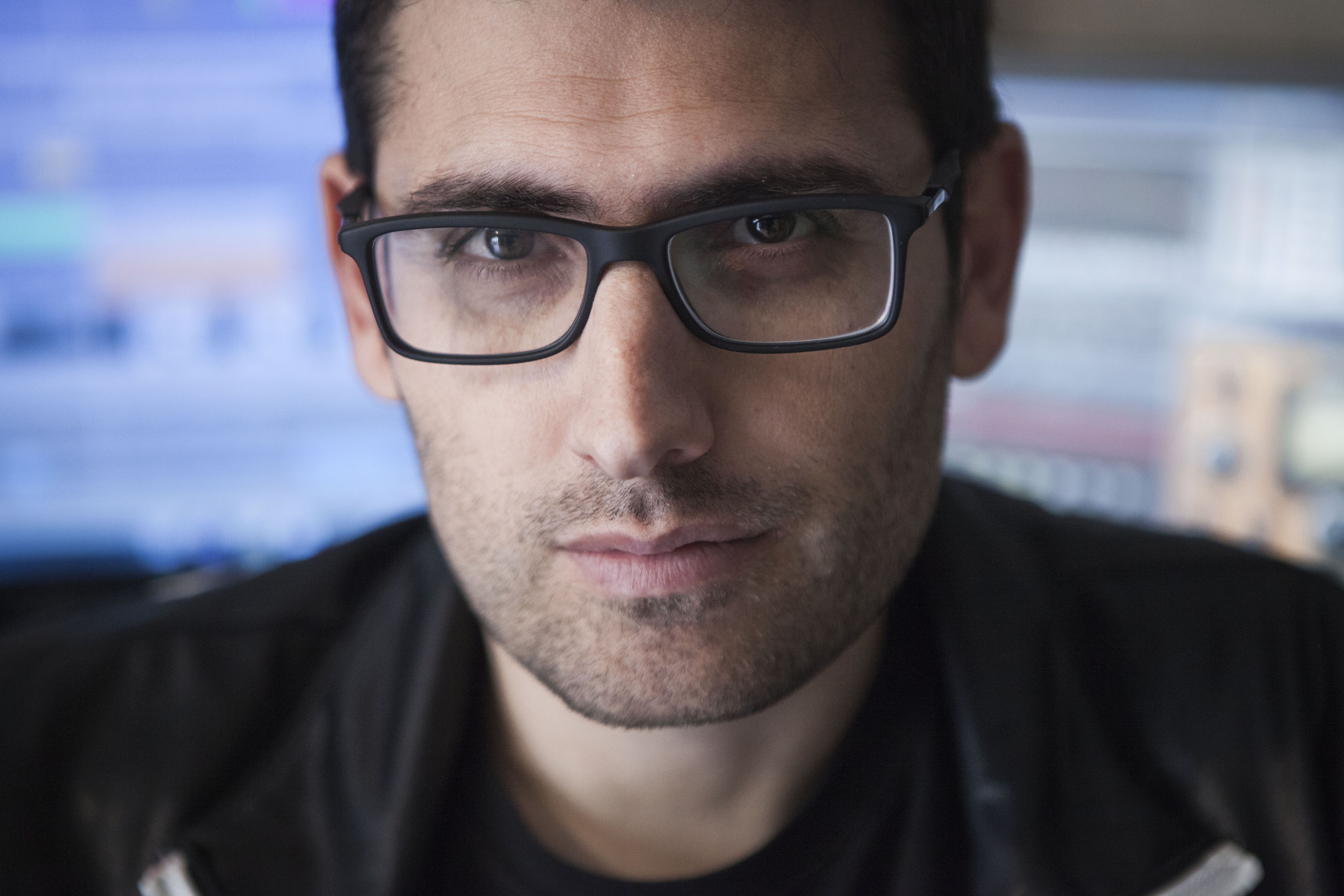
Noy Alooshe

Noy Alooshe (em hebraico:  נוי אלוש, nascido em 1970) é um músico e jornalista israelense, famoso por ser o criador da música Zenga Zenga, estrelado por Muammar al-Gaddafi, e também do vídeo Gaddafi's Hat, estrelado por um insurgente que é entrevistado pela repórter Alex Crawford da rede de notícias Sky News.
Ele mora em Tel Aviv e é membro do Israeli techno group Chovevei Tzion ("Amantes de Zion"), conhecido pelo som "Rotze Banot" (I Want Girls).